# Цілі та ключові результати
Цілі та ключові результати (OKR, або OKRs ) – це система постановки цілей, яка використовується окремими особами, командами та організаціями для визначення вимірних цілей та відстеження їхнього досягнення. Розробку OKR зазвичай приписують Ендрю Гроуву, який представив цей підхід Intel у 1970-х роках  та задокументував цю основу у своїй книзі 1983 року «Управління високими показниками» .

## Огляд
OKR складаються з Цілі (значної, конкретної, чітко визначеної цілі) та 3–5 Ключових Результатів (вимірних критеріїв успіху, що використовуються для відстеження досягнення цієї мети). 
Цілі повинні бути не лише значними, конкретними та чітко визначеними, але й надихати людину, команду чи організацію, яка працює над їх досягненням.  Цілі також можуть бути підкріплені ініціативами, які є планами та заходами, що допомагають просунути ключові результати та досягти мети. 
Ключові результати повинні бути вимірними або за шкалою 0–100%, або за допомогою будь-якого числового значення (наприклад, кількість, сума в доларах або відсоток), які використовують команди та особи, що приймають рішення, використовуючи для визначення того, чи були успішними ті, хто брав участь у роботі над досягненням ключового результату. Під час визначення ключового результату не повинно бути можливості для «сірої зони». 

## Історія
Ендрю Гроув популяризував концепцію OKR під час своєї роботи в Intel у 1970-х роках.  Пізніше він задокументував OKR у своїй книзі 1983 року «Управління високою продуктивністю» . 
У 1975 році Джон Дорр, на той час торговий представник Intel, відвідав курс в Intel, який викладав Гроув, де він познайомився з теорією OKR, яка тоді називалася «iMBO» (« Управління Intel за цілями »). 
Дорр, який до 1999 року працював у венчурній компанії Kleiner Perkins, познайомив Google з ідеєю OKR.  Ідея прижилася, і OKR швидко стали центральним елементом культури Google як «методологія управління, яка допомагає забезпечити, щоб компанія зосереджувала зусилля на тих самих важливих питаннях по всій організації». 
Дорр опублікував книгу про систему OKR під назвою «Вимірюй те, що має значення» у 2018 році. Просту, але ефективну концепцію Гроува пояснює Джон Дорр у своїй книзі: 
Ключовий результат має бути вимірюваним. У підсумку ви маєте змогу подивитися й без жодних суперечок відповісти: я це зробив чи не зробив? Так? Ні? Просто. Жодних оцінок чи суджень.
Ларрі Пейдж, колишній генеральний директор Alphabet та співзасновник Google, згадав про OKR у передмові до книги Дорра: 
OKR неодноразово допомагали нам досягати зростання в 10 разів. Вони зробили нашу надзвичайно амбітну місію — «організувати інформацію світу» — принаймні частково досяжною. Вони допомагали мені та всій компанії діяти вчасно й тримати курс саме тоді, коли це було найважливіше.
З моменту набуття популярності в Google, OKR здобули прихильність кількох інших подібних великих технологічних організацій  включаючи LinkedIn,  Twitter,  Uber,  Microsoft  та GitLab . 

## Найкращі практики
Дорр рекомендує, щоб цільовий показник успішності організації за ключовими результатами становив 70%. 70% показник успішності заохочує конкурентне встановлення цілей, яке має на меті розширити можливості працівників з низьким рівнем ризику. Якщо 100% ключових результатів послідовно досягаються, ключові результати слід переоцінити. 
З огляду на це, OKR оцінюються за шкалою від 0,0 до 1,0, де 0,7 є звичайною метою для «бажаних» ключових результатів (де метою є досягнення максимально можливого прогресу), а 1,0 – очікуваною метою для «забезпечених» ключових результатів (де результатом є поставка продукту або функції, дотримання терміну виконання або бінарний статус «виконано» або «не виконано»). 
Організаціям слід бути обережними при розробці своїх OKR таким чином, щоб вони не відображали звичайний хід справ, оскільки ці цілі за визначенням не є орієнтованими на дії, зміни та натхненними.  Також слід уникати таких слів, як «допомога» та «консультація», оскільки вони, як правило, використовуються для опису розпливчастих дій, а не конкретних, вимірюваних результатів. 
Під час визначення ключових результатів також рекомендується вимірювати випереджаючі показники замість запізнюючих. Провідні індикатори легко вимірні та забезпечують організації раннє попередження, коли щось йде не так, щоб вони могли виправити курс. І навпаки, відстаючі показники – це ті показники, які не можна віднести до конкретних змін, і тому вони заважають організаціям вчасно коригувати курс. 
Бен Ламорт, автор книги «Польова книга OKR», пропонує 5 найкращих практик для коучів OKR: 
1. «Менше — це більше» — визначте невеликий набір OKR
2. «Повзи-ходь-бігай» – розгортайте OKR по частинах. Почніть з пілотних команд, а не з повномасштабного розгортання по всій організації. У першому циклі зосередьтеся на вивченні OKR. Зарезервуйте другий цикл, щоб дослідити, як найкраще масштабувати програму,
3. «Результати, а не продукція» – Запишіть ключові результати, які здебільшого відображають результати, а не продукцію (обсяг виконаної роботи)
4. «OKR – це ще не все» – пишіть OKR, які відображають найважливіші сфери для досягнення вимірюваного прогресу, а не намагайтеся відобразити все, що ви робите. Розрізняйте OKR від завдань та показників стану справ. Показники здоров'я контролюються та їх важливо відстежувати, але, на відміну від ключових результатів, вони не є метою для короткострокового покращення.
5. Єдиний спосіб вивчити OKR – це почати використовувати OKR.

Після завершення планування та розробки OKR команди мають вирішальне завдання ефективно керувати своєю роботою протягом усього циклу OKR. Бізнесменка та авторка Крістіна Водтке рекомендує встановлювати щотижневий ритм, щоб забезпечити прогрес у досягненні цілей.
У своїй роботі  Водтке пропонує відповідати на такі запитання щопонеділка:
1. Яка впевненість команди у досягненні OKR?
2. Чи показники "здоров'я команди" в хорошому стані?
3. Які найважливіші справи потрібно зробити цього тижня?
4. До чого команді слід готуватися протягом наступних чотирьох тижнів?

## Критика
Колись OKR зазвичай встановлювалися на індивідуальному, командному та організаційному рівнях; однак більшість організацій більше не визначають OKR для окремих учасників, оскільки ці OKR, як правило, виглядають як список завдань і призводять до змішування OKR з оцінками ефективності. Мотивацією для запуску OKR на рівні компанії, команди та окремої особи став запис семінару Google Ventures 2014 року, в якому Рік Клау пояснює, що OKR існують на 3 рівнях. Згодом, у листопаді 2017 року, Клау уточнив у Твіттері: «6. Зовсім пропустіть особисті OKR. Особливо для молодших, менших компаній. Вони зайві. Зосередьтеся на OKR на рівні компанії та команди». Крім того, існує критика щодо того, що створення OKR на кількох рівнях може призвести до надмірного каскадного підходу, чого OKR багато в чому прагнуть уникнути. 

## Схожі фреймворки
Існує перетин з іншими рамками стратегічного планування, такими як цілі, завдання, стратегії та заходи (OGSM) та X-Matrix Хошіна Канрі . Однак OGSM чітко включає «стратегію» як один зі своїх компонентів.
Крім того, OKR перетинаються з іншими системами управління ефективністю, розташовуючись десь між показником ефективності (KPI) та збалансованою системою показників . 